# Kadaververwertungsanstalt
La Kadaververwertungsanstalt, (en français, Fabrique allemande de cadavre) est une légende urbaine mise en place par la propagande britannique pendant la Première Guerre mondiale.

## Légende
À partir de 1915, une rumeur indiquant que les Allemands utilisent des cadavres de prisonniers pour fabriquer du savon.

## Démystification
Des enquêtes après la guerre ont montré que ces informations étaient fausses.